# Navieros
Naviliers és el joc seriós de Gamelearn per a la formació en habilitats de negociació i gestió de conflictes. Navieros va ser el primer curs desenvolupat per Gamelearn a utilitzar la metodologia g-learning. Aquesta metodologia consisteix en la combinació d'elements de gamificación, simulació i complets continguts teòrics en un format video-joc.

## Descripció
Immersos en la Venècia del segle xv els jugadors es converteixen en Carlo Veccio un jove hereu d'un imperi mercantil. Amb l'objectiu d'expandir la seva empresa naviliera, Carlo haurà d'enfrontar-se a diferents negociacions.
Durant el joc, els jugadors negociaran amb diferents personatges i prendran decisions sobre noves rutes, mercaderies i vaixells. A Navieros, el contingut és impartit per mitjà de diferents personatges, molts d'ells figures històriques com Leonardo da Vinci.
Mitjançant nou lliçons de sis minuts cadascuna els jugadors aprenen les claus d'una negociació reeixida.
Navieros i Triskelion són els dos jocs desenvolupats per Gamelearn per a la formació en habilitats directives. Des de la seva creació tots dos ja han format a centenars de treballadors en més de 300 empreses a tot el món.